# Gbara
La Gbara (pronunciación Mandinga antigua 'ɡ͡baɽa') o gran asamblea, era el cuerpo deliberativo del Imperio de Malí, que gobernó gran parte del África occidental durante la Edad Media. Se constituyó en 1235 por orden de Sundiata Keïta, para cumplir la constitución oral de los mandinga, conocida como el Kouroukan Fouga.
Se reunió por primera vez en una llanura de Kangaba, llamada llanura de Kouroukan Fouga, topónimo que el daría nombre a la constitución maliense.

## Función
La Gbara estaba compuesta por 30 miembros, pertenecientes a los distintos clanes de Manden que habían ayudado a Sundiata a derrocar a Soumaoro Kante, y eran la voz en el gobierno de la nueva federación del Manden Kurufa. Los descendientes de estos clanes siempre tuvieron un lugar en la Gbara, y comprobaron el poder del mansa (emperador). Estaba presidida por un belen-tigui (amo de ceremonias), con poder sobre cualquier persona que desease hablar, incluyendo al mansa.
Balla Fassèkè Kouyate fue nombrado en el Kouroukan Fouga como belen-tigui y djeli principal, cargo que, como la mayoría de ellos, era hereditario. Se le autorizaba a bromear sobre todas las tribus, especialmente sobre la familia real. La inmunidad que esto otorgaba, permitió a la familia ser guardiana de la tradición, y ejercer la mediación.

## Clanes
El Gbara fue dividido en cuatro bloques de votación divididos entre líneas militares, políticas, religiosas y económicas. Sumaban 29 asientos en el Parlamento o Gbara, y el trigésimo asiento era el ocupado por el belen-tigui.
Los clanes mandinkas que mantenían el poder y por lo tanto la representación en la Gbara eran:
- Los 16 Djon-Tan-Ni-Woro (Cargadores de carcajes), responsables de la defensa. Eran el ala militar del Gbara, responsable de conducir al ejército y a veces de gobernar las provincias (tinkurus) o condados (kafos).
- Los 4[2] o 5[3] Mori-Kanda-Lolou (Guardianes de la fe), cuyos miembros eran morabitos, ejercían de jueces civiles y religiosos, y que servían de guía islámica a la nobleza; algunos eran animistas, como los adivinos capaces de interpretar presagios y otros sucesos.
- Los 4 nyamakala (manipuladores de la fuerza vital o nyama), gremios de artesanos y herreros, que ejercían las funciones económicas.
- Los 4 djeli, griots o bardos, cronistas e historiadores.

Se sabe que al final del Imperio los miembros eran 32, representantes de los siguientes clanes:

#### Clanes Djon-Tan-Ni-Woro (guerreros)
| - - Traoré - Condé (el clan de Sankar-Zouma, líder militar del sur y el río Sankarani) - Camara - Kourouma - Kamissoko - Magassouba - Diawara - Sako | - - Fofana, - Koita, - Dansouba, - Diaby, - Diallo, - Diakité, - Sidibé - Sangaré. |

#### Los clanes de Maghan (literalmente "Clanes imperiales")
Este grupo incluía a la familia real y a otras familias que podrían también ascender al trono, y formaban el bloque puramente político del Gbara:
- - Keïta (el clan de los mansas)
  - Douno (también llamado Soumano o Danhon o Somono) clan del Dyi-Tigi, amo de las aguas, responsable de los viajes fluviales y la pesca.
  - Konaté
  - Koulibaly

#### Clanes Mori-Kanda-Lolou (morabitos)[3]
- - Bérété
  - Cissé
  - Diané
  - Touré
  - Koma o Sylla

#### Clanes nyamakala, "los de los poderes ocultos"
- - Kanté (Noumoun Fin: manufacturas del hierro y la cerámica)
  - Kamara (Noumoun Siaki: joyería)
  - Koroma (Noumoun Kule: artesanos de la madera)
  - Sylla (Garanke: tejedores y curtidores)
  - Diabate (Djelis: cronistas)
  - Kamara (Finè: mediadores)
  - Kouyate (Djeli del Mansa y Belen-Tigui de la Gbara)